# Parkinson Vereniging
De Parkinson Vereniging is een Nederlandse patiëntenorganisatie die opkomt voor de belangen van patiënten met de ziekte van Parkinson of parkinsonisme en voor hun familieleden.

## Vereniging
De vereniging werd opgericht in 1977 door Mies Rijksen-Smilde en is gevestigd te Bunnik. De vereniging heeft 9.000 leden (in Nederland zijn zo'n 50.000 patiënten met de ziekte van Parkinson).
Het bestuur en de directeur worden terzijde gestaan door de Parkinson Adviesraad, waarin vrijwel alle academische ziekenhuizen vertegenwoordigd zijn. De vereniging heeft een netwerk van contactpersonen. Er zijn verder werkgroepen voor jonge (< 55 jaar) patiënten, voor patiënten met parkinsonisme, voor lotgenotencontact, voor juridische belangenbehartiging, voor aanvullende behandelwijzen enzovoorts. De vereniging onderhoudt een eigen website en publiceert het tweemaandelijkse blad Parkinson Magazine (tot 2014 Papaver geheten).

## Activiteiten
- Contact: via de contactpersonen, landelijke en regionale bijeenkomsten, vakanties, cursussen, een internetforum enzovoorts houden de leden contact met elkaar.
- Informatie en voorlichting: via een grote hoeveelheid brochures, de website, het tijdschrift lezingen en cursussen wordt patiënten, familie en belangstellenden de gelegenheid geboden hun kennis over de ziekte van Parkinson en parkinsonisme te vergroten.
- Wetenschappelijk onderzoek: de Parkinson Vereniging subsidieert geregeld onderzoek naar de ziekte van Parkinson en parkinsonismen.
- Belangenbehartiging.

## Externe contacten
De Parkinson Vereniging is aangesloten bij de European Parkinson's Disease Association. Ze is lid van de Nederlandse Patiënten Consumenten Federatie.